# Spooky Tooth
Spooky Tooth is een Britse rockgroep, die met onderbrekingen voornamelijk actief was in de periode 1967–1974. Ook vandaag de dag treden ze nog weleens op. Opvallend is hun gebruik van het elektrische orgel dat de muziek een vollere klank geeft. De band is vooral bekend van hun hit That Was Only Yesterday uit 1969 en in mindere mate de Beatles-cover I Am the Walrus uit 1973.

## Samenstelling van de band
De groep heeft wisselende samenstellingen ondergaan (uit leden van The Ramrods (1960-1963), The V.I.P.'s (1963 – april 1967) en Art (april-oktober 1967), maar de harde kern werd gevormd door:
- Mike Harrison (1942–2018), keyboard/zang
- Greg Ridley (1942–2003), basgitaar/zang
- Luther (Luke) Grosvenor (1946), gitaar/zang
- Mike Kellie (1947–2017), drums
- Gary Wright (1943–2023), orgel/zang

In 1969 trad bassist Greg Ridley toe tot Humble Pie, ex-Small Face Steve Marriotts net gevormde supergroep. Gitarist Luther Grosvenor verliet de groep in 1973 om een tijdje deel uit te maken van Stealers Wheel (1973) en, wat later, van Mott the Hoople (1973-1974). Organist Gary Wright vatte vanaf 1974 een solocarrière aan en werkte onder meer ook als sessiemuzikant. Drummer Mike Kellie leidde later een druk leven als sessiemuzikant en producer. Ook zanger en keyboardspeler Mike Harrison werd soloartiest.

## Discografie
| Album met eventuele hitnotering(en) in de Nederlandse Album Top 100 | Datum van verschijnen | Datum van binnenkomst | Hoogste positie | Aantal weken | Opmerkingen   |
| ------------------------------------------------------------------- | --------------------- | --------------------- | --------------- | ------------ | ------------- |
| It's All About                                                      | 1968                  | -                     |                 |              |               |
| Spooky Two                                                          | 1969                  | -                     |                 |              |               |
| Ceremony                                                            | 1969                  | -                     |                 |              |               |
| Last Puff                                                           | 1970                  | -                     |                 |              |               |
| You Broke My Heart So I Busted Your Jaw                             | 1973                  | -                     |                 |              |               |
| Witness                                                             | 1973                  | -                     |                 |              |               |
| The Mirror                                                          | 1974                  | -                     |                 |              |               |
| Crosse Purpose                                                      | 1999                  | -                     |                 |              |               |
| The Best of Spooky Tooth: That Was Only Yesterday                   | 1999                  | -                     |                 |              | Verzamelalbum |
| Comic Violence                                                      | 2000                  | -                     |                 |              |               |
| BBC Sessions                                                        | 2001                  | -                     |                 |              |               |
| Nomad Poets                                                         | 2007                  | -                     |                 |              | DVD           |